# Age of Empires IV
Age of Empires IV é um jogo eletrônico de estratégia em tempo real desenvolvido pela Relic Entertainment e World's Edge Studio para o Windows 10. É um jogo publicado pela Xbox Game Studios, e é a sequência de Age of Empires III: The Asian Dynasties, lançado em 2005. Na E3 2021, a Microsoft anunciou que o jogo chegaria em 28 de Outubro de 2021.

## Enredo
Os eventos do jogo são ambientados na Idade Média. Entre outras, haverá uma campanha contando uma história sobre a conquista normanda da Inglaterra.

## Jogabilidade
A maioria das mecânicas do jogo migrarão diretamente de Age of Empires II (como o jogo de maior sucesso da série). Por exemplo, os recursos exigirão locais de descarte novamente, a pedra voltou à lista de recursos e os monges podem converter as unidades novamente. Uma mudança conhecida sobre os monges é que, ao segurar uma relíquia, ela tem uma área de conversão de efeito. Esta mecânica foi planejada para Age of Empires II, mas não foi adicionada.
Haverá 8 civilizações disponíveis na data de lançamento. Quatro delas são conhecidas: os ingleses, os mongóis, os chineses e o Sultanato de Déli, substituindo o que costumavam ser os indianos.

## Desenvolvimento
Em 21 de agosto de 2017, a Microsoft anunciou o Age of Empires IV, desenvolvido pela Relic Entertainment. O vice-presidente executivo de jogos da Microsoft, Phil Spencer, confirmou em 11 de junho de 2019 que o Age of Empires IV ainda está em desenvolvimento, com mais informações chegando no final de 2019. Em 14 de novembro de 2019, imagens do jogo Age of Empires IV foram mostradas no evento X019. Ele mostrou a guerra medieval entre as forças inglesas e mongóis. Em 16 de março de 2021, a prévia dos fãs foi lançada, mostrando uma jogabilidade mais detalhada e também incluindo as outras duas civilizações conhecidas, a chinesa e o Sultanato de Déli. A Microsoft anunciou na E3 2021 que o jogo chegará no Game Pass para PC em 28 de outubro de 2021.